# Port Moody—Coquitlam
Circonscription électorale fédérale du Canada
Port Moody—Coquitlam (appelée Port Moody—Coquitlam—Port Coquitlam de 1998 à 2004) est une circonscription électorale fédérale de la Colombie-Britannique, représentée de 1988 à 2004 et de nouveau à partir de 2015.
La circonscription de Port Moody—Coquitlam a été créée en 1987 avec des parties de Mission—Port Moody et New Westminster—Coquitlam. Renommée Port Moody—Coquitlam—Port Coquitlam en 1998, elle est abolie en 2003 et redistribuée parmi New Westminster—Coquitlam et Port Moody—Westwood—Port Coquitlam. La circonscription réapparait lors du redécoupage de 2012 à partir de territoires de New Westminster—Coquitlam et Port Moody—Westwood—Port Coquitlam.

## Géographie
En 1987, la circonscription de Port Moody—Coquitlam comprend :
- Une partie de la ville de Vancouver, délimitée par la limite est de la municipalité de North Vancouver et par la rivière Indian, excluant les îles Croker, Douglas et Barnston
- La municipalité de Coquitlam située à l'ouest de la rivière Coquitlam
- Une partie de la cité de Port Coquitlam située au sud et à l'ouest de la voie ferrée du Canadien Pacifique
- La cité de Port Moody
- Le village de Belcarra[3]

En 1996, une partie de la circonscription et de New Westminster—Burnaby servit à créer New Westminster—Coquitlam—Burnaby.
Lors de sa recréation sous le nom de Port Moody—Coquitlam en 2013 (représentée à partir des élections de 2015), la circonscription comprend :
- une partie du district régional du Grand Vancouver incluant entre autres une partie de la ville de Coquitlam et la ville de Port Moody.

Lors du redécoupage électoral de 2022, la circonscription cède le quartier de Maillardville, qui fait partie de la ville de Coquitlam, à la circonscription de New Westminster—Burnaby—Maillardville, mais gagne une partie du territoire de Coquitlam—Port Coquitlam.
Les circonscription limitrophes sont : 
- au nord et à l'est : Coquitlam—Port Coquitlam
- au sud-est : Langley Township—Fraser Heights
- au sud : Surrey-Centre
- au sud-ouest : New Westminster—Burnaby—Maillardville
- à l'ouest : Burnaby Central et Burnaby-Nord—Seymour[6]

## Députés
1993 - 2004 
| Législature                                                                        | Années    | Député | Député       | Parti               |
| ---------------------------------------------------------------------------------- | --------- | ------ | ------------ | ------------------- |
| Port Moody—Coquitlam issue de Mission—Port Moody et New Westminster—Coquitlam      |           |        |              |                     |
| 34e                                                                                | 1988–1993 |        | Ian Waddell  | Néo-démocrate       |
| 35e                                                                                | 1993–1997 |        | Sharon Hayes | Réformiste          |
| 36e                                                                                | 1997–1997 |        | Sharon Hayes | Réformiste          |
| 36e                                                                                | 1998-2000 |        | Lou Sekora   | Libéral             |
| Port Moody—Coquitlam—Port Coquitlam                                                |           |        |              |                     |
| 37e                                                                                | 2000–2004 |        | James Moore  | Alliance canadienne |
| Redistribuée parmi Port Moody—Westwood—Port Coquitlam et New Westminster—Coquitlam |           |        |              |                     |

 Depuis 2015 
| Législature                                                                                     | Années        | Député | Député          | Parti         |
| ----------------------------------------------------------------------------------------------- | ------------- | ------ | --------------- | ------------- |
| Port Moody—Coquitlam Recréée de New Westminster—Coquitlam et Port Moody—Westwood—Port Coquitlam |               |        |                 |               |
| 42e                                                                                             | 2015–2019     |        | Fin Donnelly    | Néo-démocrate |
| 43e                                                                                             | 2019–2021     |        | Nelly Shin      | Conservateur  |
| 44e                                                                                             | 2021–2025     |        | Bonita Zarrillo | Néo-démocrate |
| 45e                                                                                             | 2025–en cours |        | Zoe Royer       | Libérale      |

## Résultats électoraux
Modèle:Élection générale canadienne de 2025 — Port Moody—Coquitlam